# 大関清増
大関 清増（おおぜき きよます）は、安土桃山時代の武将。下野国黒羽城主。

## 生涯
永禄8年（1565年）、大関高増の次男として誕生。兄・晴増が小峰義親の婿養子となったために後継者に立てられ、天正6年（1578年）に家督を譲られ叔父・大田原綱清の娘を正室に迎える。実際の政務は父・高増の後見を受けた。
天正13年（1585年）3月、主君・那須資晴や父・高増と共に薄葉ヶ原の戦いにて塩谷義綱・宇都宮国綱連合軍を打ち破り、大関勢は多くの首級を挙げた。また、同年末から翌天正14年（1586年）1月にかけて主君・資晴の了承を得て伊王野資信の所領に攻め込み勝利し、講和の条件として伊王野領の東郷などを割譲させて大関氏の所領を拡大した。
天正15年（1587年）7月25日、病死。享年23。
嗣子は無かったため佐竹義重の後押しを受けた兄・晴増が家督を継いだ。